# Gemsrotssläktet
Gemsrotssläktet (Doronicum) är ett släkte i familjen korgblommiga växter med ca 26 arter i Europa sydvästra Asien och Nordafrika. Flera arter odlas som trädgårdsväxter i Sverige.
Släktet innehåller fleråriga örter med krypande jordstam och ibland med utlöpare. De blir vanligen mellan 10 och 60 cm höga, men kan bli upp till 110 cm. Basalbladen är strödda, skaftade och ofta stjälkomfattande. De kan vara kala eller håriga. Stjälkbladen är få, skaftlösa och vid basen ofta stjälkomfattande. Blomkorgarna kommer ensamma till många i kvastlik blomställning. Holkfjällen sitter i 2-3 rader, de är vanligen lika långa och utan avvikande ytterholkfjäll. Korgbottnen saknar fjäll mellan de egentliga blommorna. Strålblommorna är stora, gula och honliga. Diskblommorna är också gula, de är tvåkönade. Frukten är cylindrisk och oftast med hårpensel.
Släktepitetet Doronicum är ett arabiskt namn på en giftig växt. Släktet har tidigare kallats vårkragar på svenska.

## Odling
Odlas i frisk till halvtorr, näringsrik och lätt jord i sol eller halvskugga. För mycket näring, i synnerhet kväve, minskar dock blomningen. Mycket härdig. Den längsta blomningstiden fås i halvskuggigt läge. Förökas med frösådd eller delning. Känsliga för stående väta och konkurrens.

## Bildgalleri

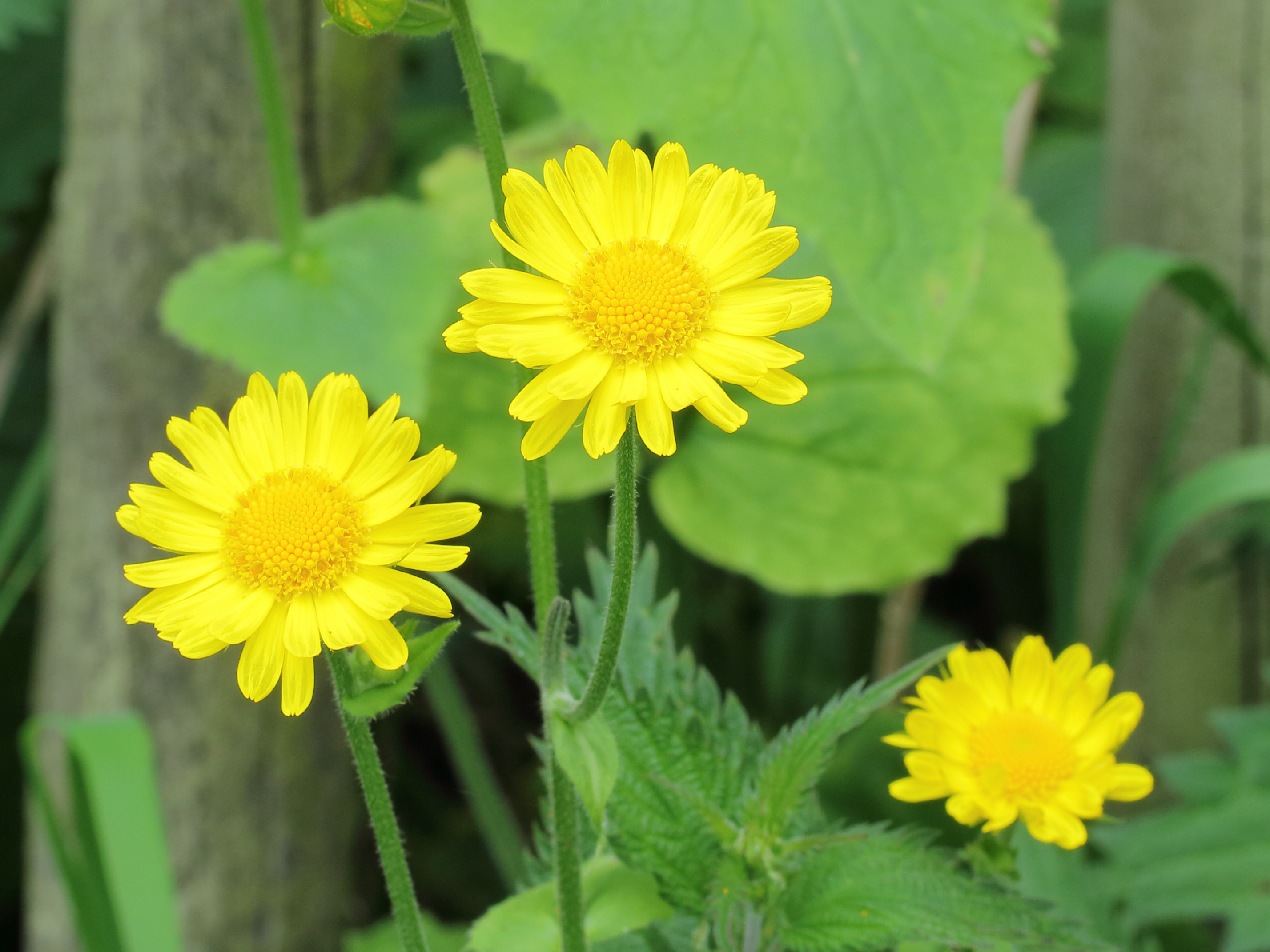
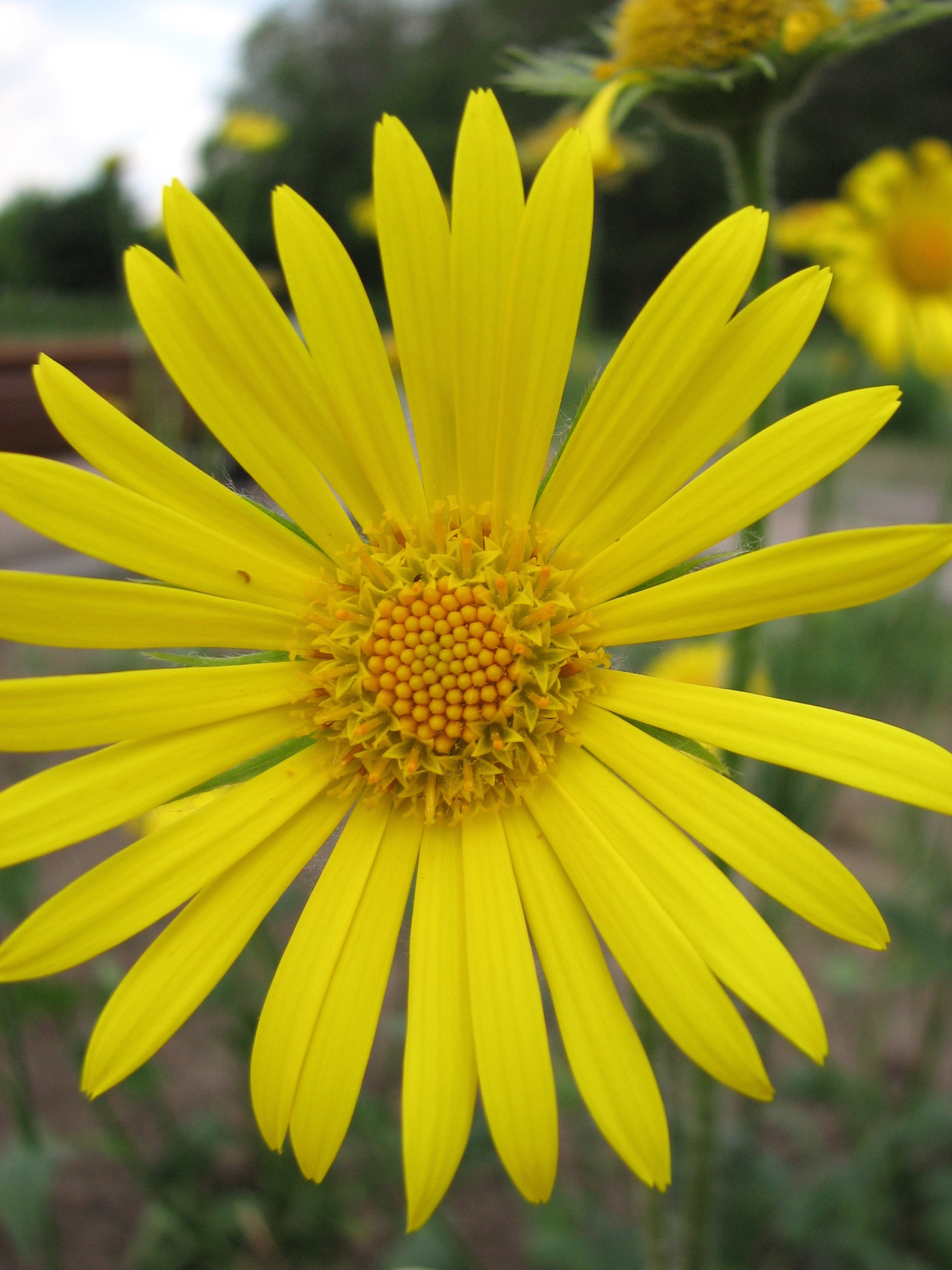
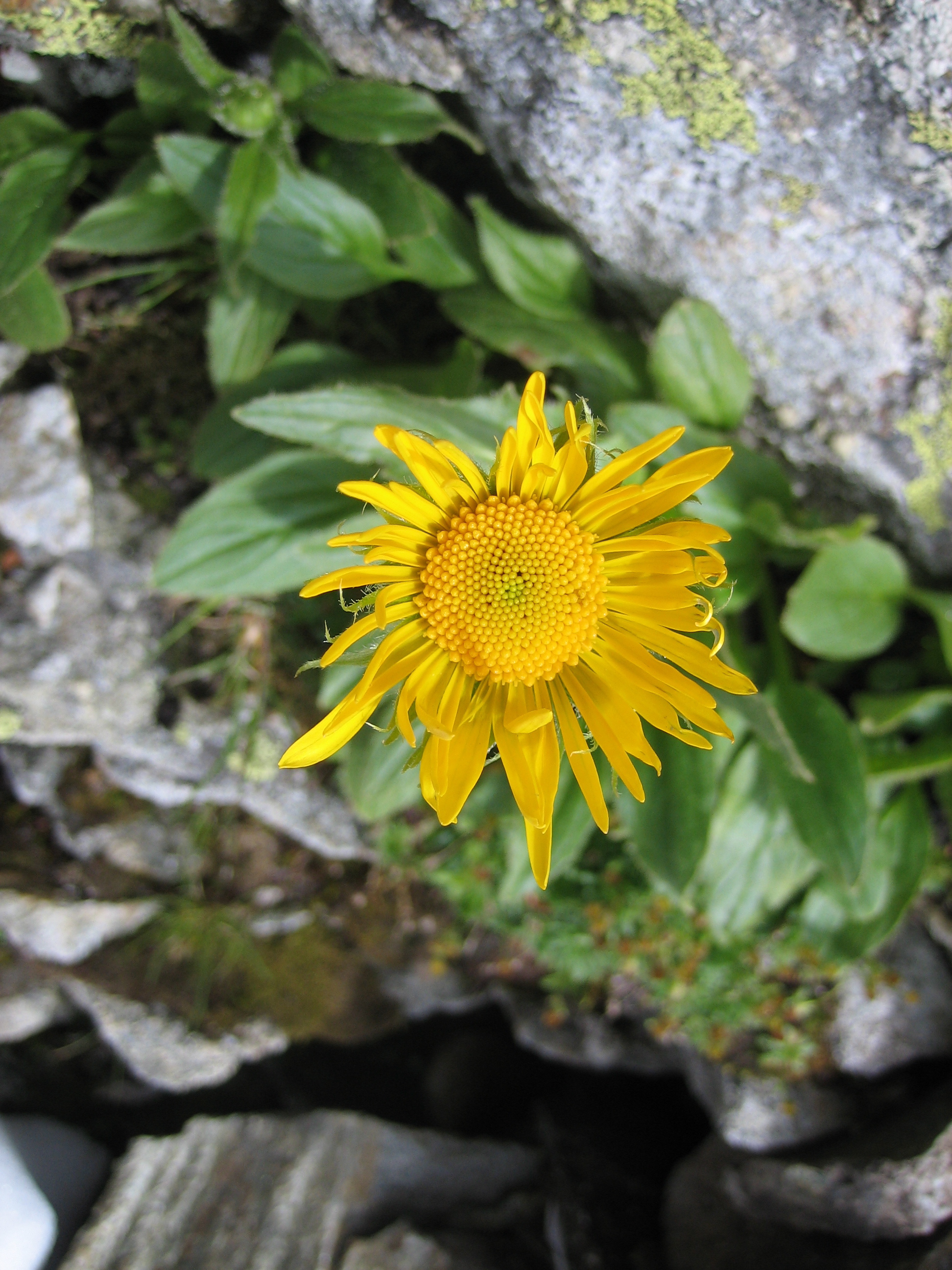
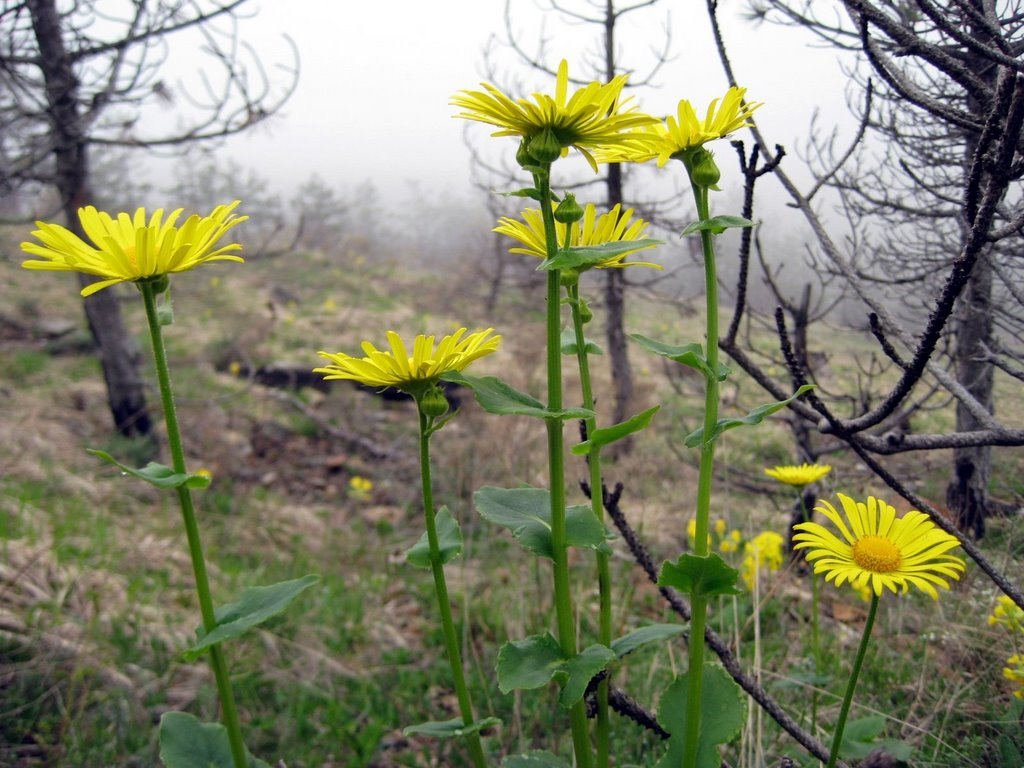
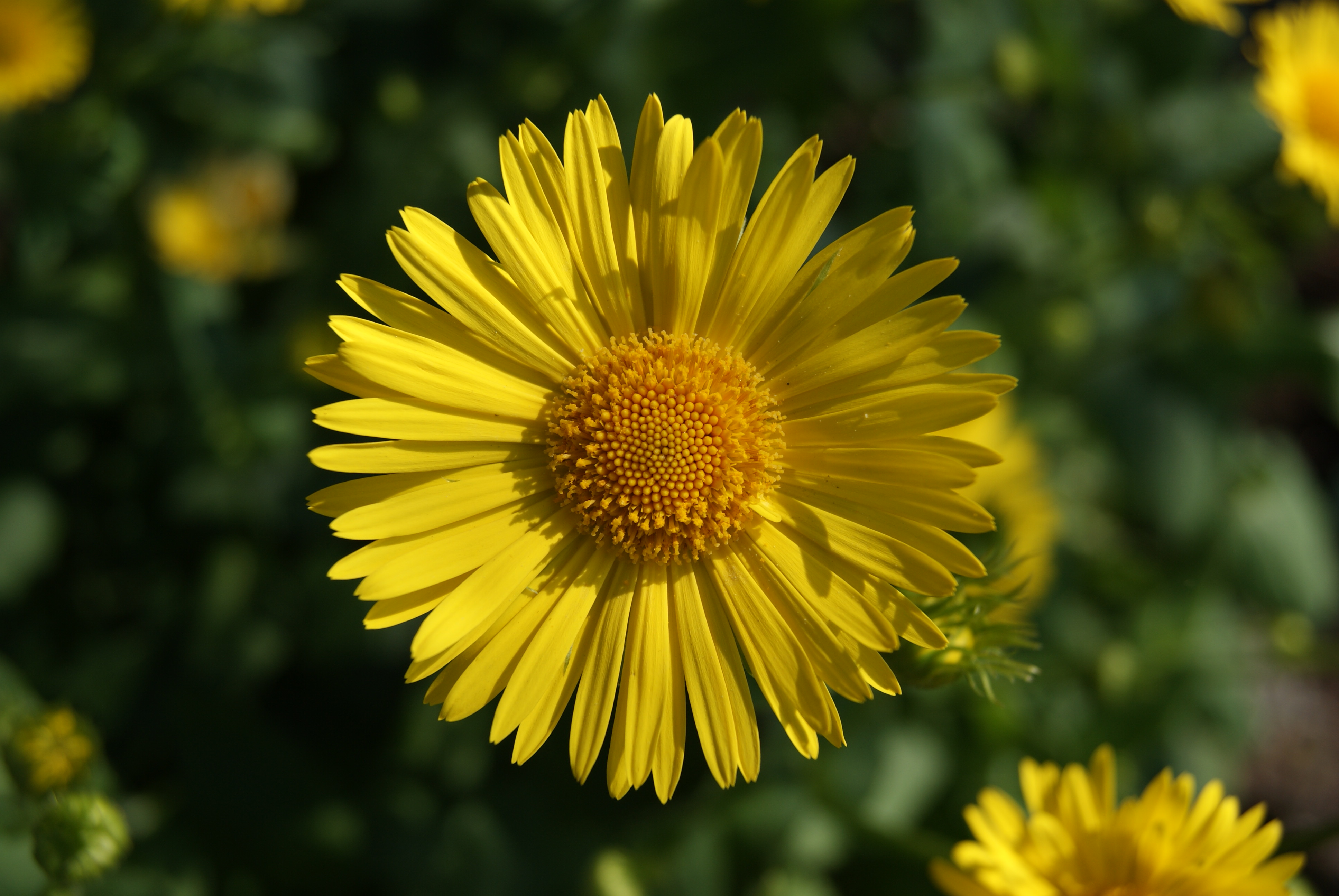
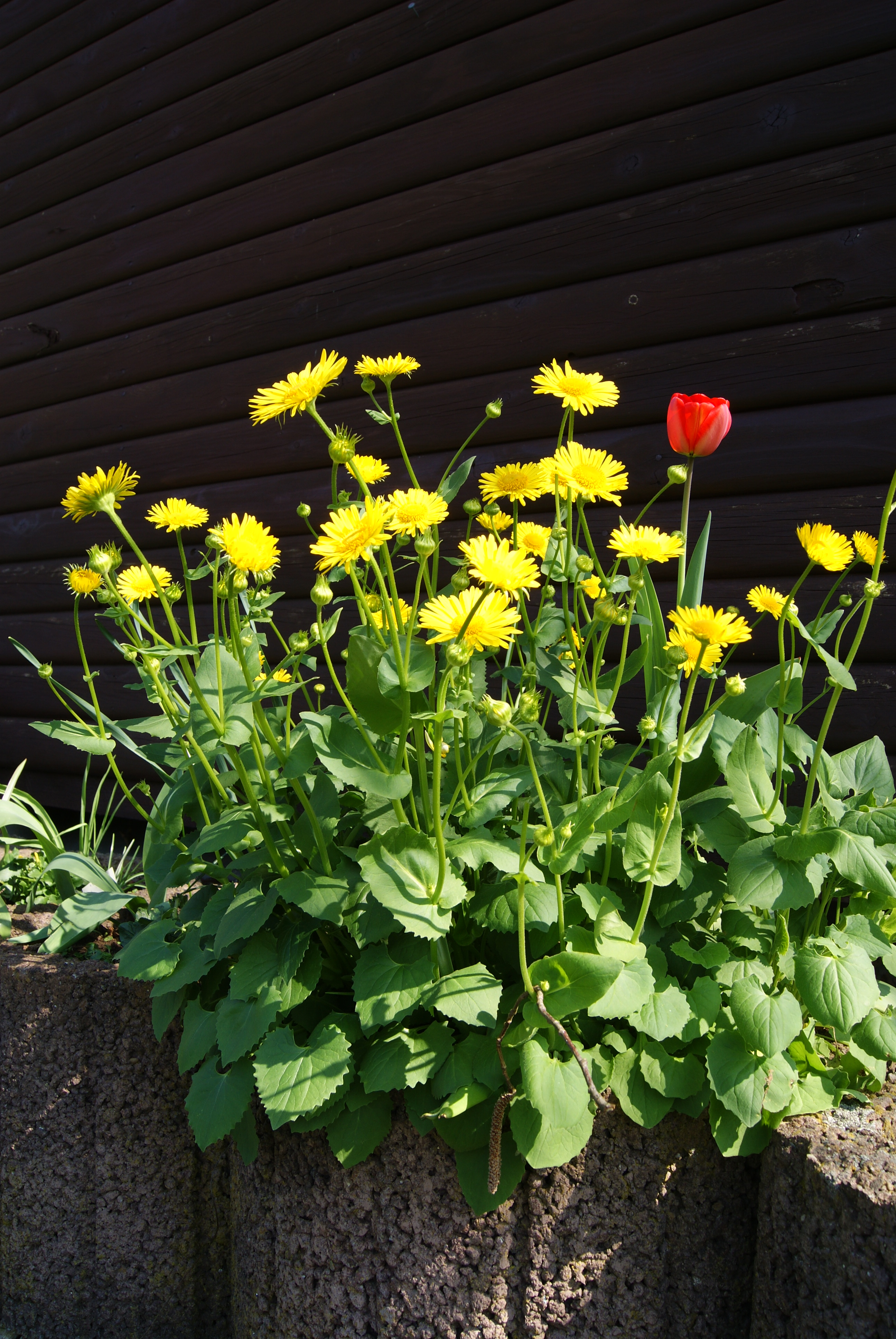

## Dottertaxa till Gemsrötter, i alfabetisk ordning[1]
- Doronicum altaicum
- Doronicum austriacum
- Doronicum barcense
- Doronicum bauhini
- Doronicum bithynia
- Doronicum briquetii
- Doronicum cacaliifolium
- Doronicum carpaticum
- Doronicum carpetanum
- Doronicum cataractarum
- Doronicum clusii
- Doronicum columnae
- Doronicum conaense
- Doronicum corsicum
- Doronicum dolichotrichum
- Doronicum excelsum
- Doronicum falconeri
- Doronicum gansuense
- Doronicum glaciale
- Doronicum grandiflorum
- Doronicum halacsyi
- Doronicum haussknechtii
- Doronicum hungaricum
- Doronicum kamaonense
- Doronicum latisquamatum
- Doronicum macrophyllum
- Doronicum maximum
- Doronicum oblongifolium
- Doronicum orientale
- Doronicum pardalianches
- Doronicum plantagineum
- Doronicum pubescens
- Doronicum reticulatum
- Doronicum schischkinii
- Doronicum stenoglossum
- Doronicum thibetanum
- Doronicum tianshanicum
- Doronicum turkestanicum
- Doronicum wendelboi